# Médaille de commandement (Vietnam)
La Médaille de commandement (en vietnamien: Chỉ-Đạo Bội-Tinh) était une décoration militaire décernée par le Sud-Vietnam. Créée en 1964, la médaille était décernée aux commandants militaires sud-vietnamiens par le chef de l'état-major interarmées des Forces militaires de la République du Viêt Nam.

## Critères
La médaille de commandement était décernée aux commandants militaires sud-vietnamiens qui avaient fait preuve d'un excellent commandement dans "le combat, les opérations, l'entraînement, la discipline des troupes et le moral". 

## Apparence
La médaille de commandement est une médaille de couleur bronze. Son pendentif représente une étoile à quatre branches. Entre les branches de l'étoile se trouvent deux épées pointées vers le haut, avec une couronne de laurier verte derrière les épées. La médaille est suspendue à un ruban blanc avec des bords verts et une bande centrale rouge. La classe de la récompense est indiquée par un ruban qui ressemble au symbole de la carte militaire de l'unité que le récipiendaire a commandée.

## Grades
La médaille était décernée en sept catégories différentes, en fonction du niveau de commandement. Elle était décernée aux commandants des forces armées, du corps d'armée, de la division, de la brigade, du régiment, du bataillon et de la compagnie:

Niveau de compagnie
Niveau du bataillon
Niveau du régiment
Niveau de brigade
Niveau de division
Niveau du corps d'armée
Niveau des forces armées

## Source
- (en) Cet article est partiellement ou en totalité issu de l’article de Wikipédia en anglais intitulé « Leadership Medal » (voir la liste des auteurs).